# Monique LaRue
Pour les articles homonymes, voir LaRue.
 (novembre 2021).
Si vous disposez d'ouvrages ou d'articles de référence ou si vous connaissez des sites web de qualité traitant du thème abordé ici, merci de compléter l'article en donnant les références utiles à sa vérifiabilité et en les liant à la section « Notes et références ».
Monique LaRue, née le 3 avril 1948 à Montréal, est une écrivaine québécoise.

## Biographie
Monique Larue a passé son enfance et son adolescence à Longueuil en banlieue de Montréal. 
Après une maîtrise en philosophie de La Sorbonne, elle obtient un doctorat de 3e cycle en littérature à l'École pratique des hautes études de Paris, sous la direction de Roland Barthes. 
Elle enseigne la littérature au Cégep Édouard-Montpetit de Longueuil et est membre d'honneur de l'Union des écrivains québécois (UNEQ).
En 1989 paraît Copies conformes (1989), gros succès critique et public, couronné par le Grand prix du livre de Montréal 1990. Hommage à l'écrivain de roman noir Dashiell Hammett, cette œuvre se présente comme une réécriture du Faucon Maltais.
Elle est lauréate du prix du Gouverneur général 2002 pour La Gloire de Cassiodore, un roman qui dépeint avec acuité le milieu de l'éducation au Québec et les cercles littéraires contemporains.

## Œuvres

### Romans
- 1979 : La Cohorte fictive  (ISBN 2890191567)
- 1982 : Les Faux Fuyants  (ISBN 289037114X)
- 1989 : Copies conformes, Éditions du Boréal  (ISBN 978-2-89052-938-0) ; réédition coll. « Boréal compact », 1998  (ISBN 978-2-8905-2938-0)
- 1995 : La Démarche du crabe, Éditions du Boréal  (ISBN 978-2-8905-2701-0)
- 2002 : La Gloire de Cassiodore, Éditions du Boréal ; réédition, coll. « Boréal compact », 2004  (ISBN 978-2-7646-0299-7)
- 2009 : L'Œil de Marquise, Éditions du Boréal  (ISBN 978-2-7646-0678-0)

### Essais
- 2015 : La Leçon de Jérusalem, Éditions du Boréal  (ISBN 978-2-7646-2387-9)
- 2007 : De fil en aiguille, Éditions du Boréal  (ISBN 978-2-7646-0502-8)

### Conférences
- 1996 : L'Arpenteur et le Navigateur  (ISBN 2762119197)

## Honneurs
- 1983 - Prix littéraires Radio-Canada
- 1990 - Grand prix du livre de Montréal, Copies conformes
- 1995 - Prix Littéraire du Journal de Montréal, La Démarche du crabe
- 2002 - Prix littéraire du Gouverneur général, La Gloire de Cassiodore
- 2009 - Prix Jacques-Cartier du roman et de la nouvelle de langue française, L'Œil de Marquise
- 2010- Finaliste au Prix littéraire des collégiens, L'Œil de Marquise[3]
- 2020 : Finaliste Prix Hervé-Foulon[4] du livre oublié pour son roman Copies conformes, initialement publié en 1989
- Membre de l'Académie des lettres du Québec